# Клермон, Луиза де
Луиза де Клермон-Таллар (фр. Louise de Clermont-Tallard; 1504—1596, Тоннер или Париж), графиня де Тоннер, герцогиня д’Юзес — придворная дама и фаворитка Екатерины Медичи.

## Биография
Дочь Бернардена де Клермона, виконта де Таллара, и Анн де Юссон, графини де Тоннер. Унаследовала от матери графский титул. Сестра графа Антуана III де Клермона.
Первоначально титуловалась как мадемуазель де Таллар. С юных лет славилась при французском дворе своим остроумием, «обладала весьма привлекательной внешностью и острым язычком». Состояла придворной девушкой у Луизы Савойской.
В 1533 году, во время визита папы Климента VII в Ниццу на церемонию бракосочетания Генриха Орлеанского и Екатерины Медичи, она, по словам Брантома:

…явилась пред очи Его Святейшества — и простершись перед ним, стала умолять о трех вещах: прежде всего об отпущении греха — будучи маленькой девочкой, придворной госпожи регентши (тогда ее еще звали де Таллар), она, вышивая, потеряла ножницы и поклялась принести обет Святому Алливерготу, если их найдет, а, отыскав, не исполнила сего намерения, поскольку не смогла узнать, где покоятся его святые мощи. Второй оказалась просьба о прощении дерзости: когда папа Климент прибыл в Марсель, она — все еще оставаясь девицей Таллар — взяла одну из подушек на его спальном ложе — и подтерла ею себе перед и зад (а потом Его Святейшество покоил на этой подушке достойнейшую главу и лицо, а также рот, который касался того места на подушке). Наконец, третья просьба: отлучить от Церкви господина де Те — поскольку она его любила, а он ее нет, а значит — проклят, ибо тот, кто не любит, будучи сам любим, — достоин отлучения.
Папа, удивленный, осведомился у короля, кто сия особа, и, узнав, что она записная шутница, вовсю посмеялся вместе с королем. Меня не удивило, что она потом стала гугеноткой — и от души издевалась над папами, поскольку начала-то она с юных лет; впрочем, и в те поры все в ней пленяло — ибо и черты ее, и речи сохранили былое изящество.— Брантом. Галантные дамы. — М., 1998. — С. 275; Brantôme. Des dames (suite). — P., 1876, pp. 478—479
10 марта 1538 или 1539 вышла замуж за Франсуа дю Белле (1502—1553), принца Ивето, губернатора Компьена, брата парижского епископа Эсташа дю Белле, ставшего графом де Тоннером по праву жены. В этом браке родился её единственный ребёнок — Франсуа-Анри дю Белле (1540—7.05.1555).
10 апреля 1556 вторым браком вышла за барона Антуана де Крюссоля. На свадьбе, состоявшейся в Амбуазском замке, присутствовали Генрих II, коннетабль Монморанси, кардиналы Лотарингский, Вандом и Шатийон, принц Феррарский, герцоги де Гиз и де Немур, маршал Сент-Андре, хранитель печати Франсуа де Лопиталь, Мария Стюарт, Мадам, сестра короля, герцогиня Беррийская, герцогини де Валентинуа и де Гиз, и маршальша Сент-Андре. По случаю этого брака король жалованной грамотой, данной в апреле 1556, возвёл баронию Крюссоль в ранг графства.
Благодаря своему уму, знаниям и рождению, Луиза де Клермон пользовалась большим уважением при дворе и за границей, стала близкой подругой и фавориткой Екатерины Медичи, к которой поступила на службу в 1552 году, и состояла в переписке с Елизаветой Английской.
Антуан де Крюссоль, хотя и симпатизировал протестантам, в отличие от младших братьев веоисповедание не поменял и оставался предан королеве-матери, назначившей его в 1560 году своим придворным рыцарем. Он принадлежал к умеренной партии, стремившейся к компромиссу между католиками и гугенотами.
По поводу подвергшегося критике пожалования Карлом IX в 1560 году восемнадцати дворян в рыцари ордена Святого Михаила, герцогиня д’Юзес отпустила остроту, сказав, что король ещё хорошо поступил, наградив восемнадцать человек, а не двадцать (vingt), ибо в противном случае недовольные прозвали бы этих людей vins nouveaux («новым вином»), а молодое вино в том году было плохим и ничего не стоило.
В мае 1565 года жалованной грамотой, данной Карлом IX в Мон-де-Марсане, для Антуана де Крюссоля было создано герцогство Юзес. В 1566 году Луиза покинула придворную службу и уехала в Юзес, вернувшись в столицу в 1572-м, по случаю бракосочетания Маргариты де Валуа с королём Наваррским. В 1573 году первый герцог д’Юзес умер от болезни, по возвращении с осады Ла-Рошели.
В 1578 году Луиза сопровождала королеву-мать в поездке в Гиень, где был заключён Неракский договор, а затем поселилась в Юзесе, в герцогском замке, где принимала важных гостей, в том числе в 1579 году маршала Дамвиля, после смерти старшего брата перешедшего на сторону двора и назначенного управлять Лангедоком с задачей восстановления мира. В следующем году её посетил принц Конде, а также приезжал деверь, второй герцог д’Юзес, обязанный Луизе спасением своей жизни во время резни Святого Варфоломея. Вдовствующая герцогиня продолжала поддерживать отношения с королевой-матерью, Генрихом III, королевой Наваррской, принцем Конде, и особенно с остроумной принцессой Конти. Маргарита Валуа в письмах называла герцогиню Сивиллой, и та считалась своего рода оракулом если не для всего двора, то, по крайней мере, для королевской семьи.
Традиционно считается, что Луиза де Клермон умерла гугеноткой.

## Комментарии
1. ↑  Такого святого не существует; по форме это слово больше похоже на немецкую божбу